# Olaf Hauke
Olaf Hauke (* 21. Februar 1935 in Breslau; † 2. Mai 2024 in Hanau) war ein deutscher Maler und Grafiker.

## Leben und Wirken
Hauke studierte Grafik und Buchkunst in Leipzig. In seinen in einer altmeisterlichen Technik gemalten Tafelbildern griff er Themen auf, die er in surrealistischer oder ironischer Manier formte. Er war mit der in Frankfurt am Main lebenden Buch- und Filmautorin Mechthild Curtius verheiratet. 1989 gründete das Paar die Edition Curtius und Hauke, in dem Texte von Curtius erschienen, die mit farbigen Flachdruckgrafiken von Hauke verbunden wurden.
Der Künstler lebte und arbeitete in Hanau-Steinheim sowie in Frankfurt am Main.
Olaf Hauke starb am 2. Mai 2024 in Hanau.

## Auszeichnungen
- 1983 Kunstpreis der Heitland Foundation
- 1988 Drehbuchpreis des Kultusministers von Nordrhein-Westfalen (gemeinsam mit Mechthild Curtius)
- 1993 Kulturpreis des Main-Kinzig-Kreises
- 1998 Cläre Roeder-Münch-Preis, Hanau
- 2002 Moldaustipendium

## Ausstellungen
- 1982 Olaf Hauke, Kunstverein Darmstadt
- 1989 Sprichwörter, Museum Hanau, Schloß Philippsruhe (mit Mechthild Curtius)
- 2002  Thomas Mann – Deutschland und die Emigranten, Buddenbrookhaus, Lübeck